# غريغ كان (مغني)
غريغ كان (بالإنجليزية: Greg Kane)‏ هو مغني بريطاني، ولد في 11 سبتمبر 1966.

## وصلات خارجية
- غريغ كان على موقع ميوزك برينز (الإنجليزية)
- غريغ كان على موقع أول ميوزيك (الإنجليزية)
- غريغ كان على موقع أول ميوزيك (الإنجليزية)
- غريغ كان على موقع ديسكوغز (الإنجليزية)